# Svenska Serier 1996
Svenska Serier Årgång 1990 var den 14:e och sista årgången av tidningen och gavs ut i tre nummer.
| Nummer | Serie                                                  | Upphovsman                    |
| ------ | ------------------------------------------------------ | ----------------------------- |
| 1      | Harry Hund Nationalkonsult och hans vidriga jycke Sven | Jonas Darnell Patrik Norrman  |
|        | Bivaröd: Adel, Präster, Borgare & Bönder               | Mats Kjellblad                |
|        | Betongbarn på Krogen                                   | Benny Magnusson               |
|        | Barn av Hemligheten                                    | Alf Yngve                     |
|        | En Älskvärd Värld                                      | Martin Gylje                  |
|        | Det Fjärde Riket                                       | Alexander Cavalieratos        |
|        | Nilssons Bror                                          | Kristoffer Nilsson            |
|        | Råttan Spix                                            | James Kaufeldt Johnny Nittsjö |
|        | Opus 48                                                | Joakim Hertze                 |
| 2      | Harry Hund Nationalkonsult och hans vidriga jycke Sven | Jonas Darnell Patrik Norrman  |
|        | Uppgörelsen                                            | Per-Anders Blomgren           |
|        | Anne                                                   | Alexander Cavalieratos        |
|        | Ouvertyr                                               | Joakim Hertze                 |
|        | Cyberjonny                                             | Magnus Johansson              |
|        | En Ruta i Taget                                        | Martin Olsson                 |
|        | Kain & Abel                                            | Janne Widmark                 |
|        | En Ruta i Taget 2                                      | Bengt Larsson                 |
|        | Råttan Spix                                            | James Kaufeldt Johnny Nittsjö |
|        | Den Hatande Maskinen                                   | Joakim Persson                |
| 3      | Harry Hund Nationalkonsult och hans vidriga jycke Sven | Jonas Darnell Patrik Norrman  |
|        | Stadens Hämnd                                          | Per-Anders Blomgren           |
|        | Harry Stark                                            | Lennart Moberg                |
|        | I ett radhus i en förort                               | Erik Rosenlund                |
|        | En Ruta i Taget                                        | Bengt Larsson                 |
|        | Taskigt fall                                           | Mårten Edman                  |
|        | Golvboll                                               | Gunnar Davidsson              |
|        | Kains väg: Hjälten                                     | Janne Widmark                 |